# Communauté de communes Touraine Vallée de l’Indre
Die Communauté de communes Touraine Vallée de l’Indre ist ein französischer Gemeindeverband mit der Rechtsform einer Communauté de communes im Département Indre-et-Loire in der Region Centre-Val de Loire. Der Gemeindeverband wurde am 16. Dezember 2016 gegründet und umfasst 22 Gemeinden. Der Verwaltungssitz befindet sich im Ort Sorigny.

## Historische Entwicklung
Der Gemeindeverband entstand mit Wirkung vom 1. Januar 2017 durch die Fusion der Vorgängerorganisationen
- Communauté de communes du Pays d’Azay-le-Rideau und
- Communauté de communes du Val de l’Indre.

Gleichzeitig traten die Gemeinden Sainte-Catherine-de-Fierbois und Villeperdue von der ehemaligen Communauté de communes de Sainte-Maure-de-Touraine dem hiesigen Verband bei.

## Mitgliedsgemeinden
| Gemeinde                                          | Einwohner 1. Januar 2022 | Fläche km² | Dichte Einw./km² | Code INSEE | Postleitzahl |
| ------------------------------------------------- | ------------------------ | ---------- | ---------------- | ---------- | ------------ |
| Artannes-sur-Indre                                | 2.782                    | 20,97      | 133              | 37006      | 37260        |
| Azay-le-Rideau                                    | 3.415                    | 27,34      | 125              | 37014      | 37190        |
| Bréhémont                                         | 728                      | 12,71      | 57               | 37038      | 37130        |
| Cheillé                                           | 1.859                    | 46,26      | 40               | 37067      | 37190        |
| Esvres                                            | 6.264                    | 35,85      | 175              | 37104      | 37320        |
| La Chapelle-aux-Naux                              | 558                      | 5,25       | 106              | 37056      | 37130        |
| Lignières-de-Touraine                             | 1.319                    | 10,00      | 132              | 37128      | 37130        |
| Montbazon                                         | 4.839                    | 6,50       | 744              | 37154      | 37250        |
| Monts                                             | 8.031                    | 27,28      | 294              | 37159      | 37260        |
| Pont-de-Ruan                                      | 1.214                    | 5,74       | 211              | 37186      | 37260        |
| Rigny-Ussé                                        | 526                      | 13,97      | 38               | 37197      | 37420        |
| Rivarennes                                        | 988                      | 18,92      | 52               | 37200      | 37190        |
| Saché                                             | 1.405                    | 28,29      | 50               | 37205      | 37190        |
| Saint-Branchs                                     | 2.632                    | 51,16      | 51               | 37211      | 37320        |
| Sainte-Catherine-de-Fierbois                      | 760                      | 15,49      | 49               | 37212      | 37800        |
| Sorigny                                           | 2.877                    | 43,43      | 66               | 37250      | 37250        |
| Thilouze                                          | 1.798                    | 33,75      | 53               | 37257      | 37260        |
| Truyes                                            | 2.430                    | 16,39      | 148              | 37263      | 37320        |
| Vallères                                          | 1.339                    | 14,72      | 91               | 37264      | 37190        |
| Veigné                                            | 6.734                    | 26,58      | 253              | 37266      | 37250        |
| Villaines-les-Rochers                             | 1.043                    | 12,47      | 84               | 37271      | 37190        |
| Villeperdue                                       | 1.110                    | 11,95      | 93               | 37278      | 37260        |
| Communauté de communes Touraine Vallée de l’Indre | 54.651                   | 485,02     | 113              | –          | –            |